# Nemoria mustela
Nemoria mustela là một loài bướm đêm trong họ Geometridae.